# برنامج إكسبلوررز

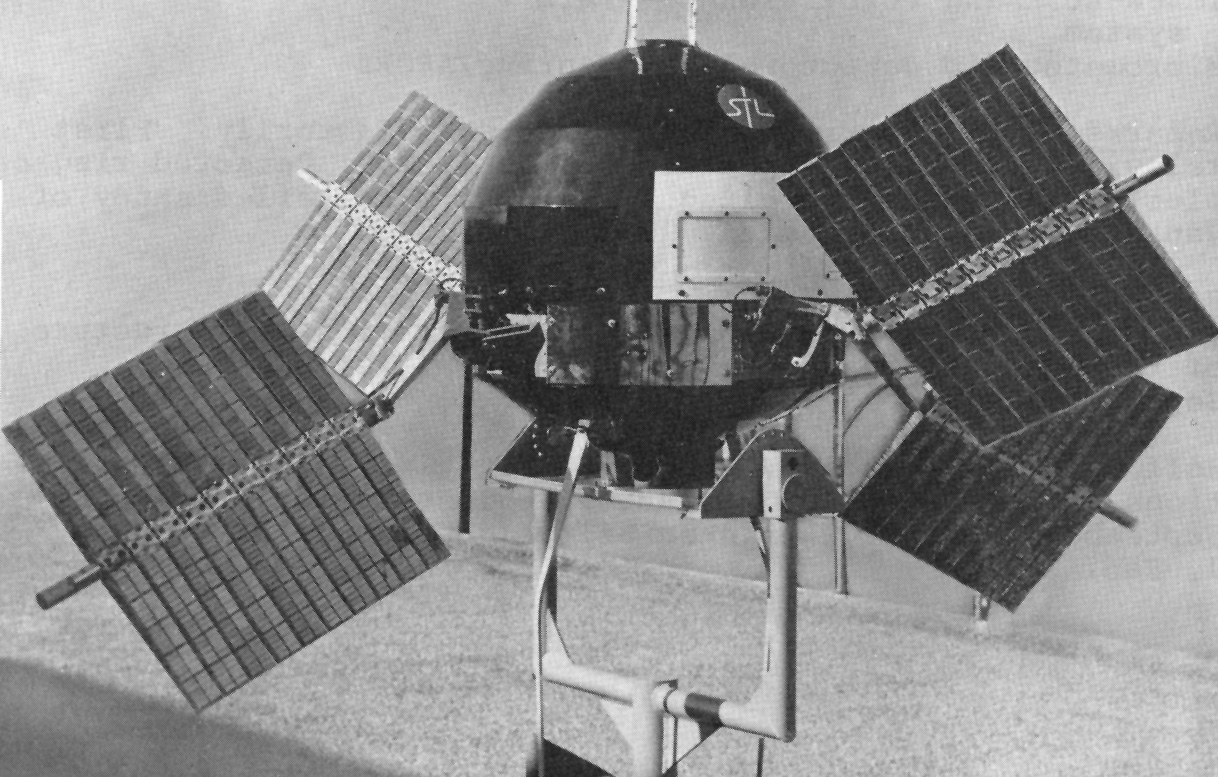

برنامج إكسبلوررز (بالإنجليزية: The Explorers Program)، وهو برنامج استكشاف أمريكي لتنفيذ رحلات فضائية بغرض استكشافات الفيزياء، والفيزياء الأرضية، والفيزياء الشمسية من الفضاء. كان القمر الاصطناعي إكسبلورر 1، الذي أُطلق في عام 1958، أول مركبة فضائية أمريكية تصل إلى مدار حول الأرض. وأُطلقت أكثر من 90 مهمةً فضائيةً لهذا البرنامج منذ ذلك الوقت. وبدايةً من المركبة إكسبلورر 6، أُدير البرامج بواسطة وكالة ناسا بتعاون منتظم مع مجموعة متنوعة من المؤسسات الأخرى، بما يتضمن العديد من الشركاء الدوليين.
تضمنت مركبات الإطلاق المستخدمة في هذا البرنامج الصاروخ جوبيتر سي (جونو 1)، وجونو 2، وصواريخ متنوعة من الصواريخ ثور، وسكاوت، ودلتا، وبيغاسوس، بالإضافة إلى الصاروخ فالكون 9.
يحتوي هذا البرنامج حاليًا على ثلاث فئات: مستكشفات الفئة المتوسطة (MIDEX)، والمستكشفات الصغيرة (SMEX)، ومستكشفات الفئة الجامعية (UNEX)، بالإضافة إلى مهمات الفرص، وهي مهمات أخرى مختارة تُدار مع وكالات أخرى.

## تاريخ
يعتبر برنامج إكسبلوررز أول محاولة ناجحة للولايات المتحدة لإطلاق قمرًا اصطناعيًا. بدأ هذا البرنامج باعتباره اقتراحًا من الجيش الأمريكي (مشروع أوربيتر) لوضع قمرًا اصطناعيًا علميًا «مدنيًا» في مدار حول الأرض، وذلك خلال السنة الجيوفيزيائية الدولية. رُفض هذا الاقتراح لصالح مشروع فانغارد للبحرية الأمريكية، والذي تضمن إطلاق الرحلة «فانغارد تي في 0» في ديسمبر عام 1956، وهي أول رحلة فضائية دون مدارية.
أُعيد تأسيس برنامج إكسبلوررز بعد ذلك ليساعد في مواكبة إطلاق الاتحاد السوفيتي للقمر الاصطناعي سبوتنك 1 في يوم 4 أكتوبر عام 1957، والذي أطلق شرارة أزمة سبوتنك. أُطلق القمر الاصطناعي إكسبلورر 1 في يوم 31 يناير عام 1958، ليصبح أول قمر اصطناعي أمريكي، بالإضافة إلى اكتشافه لحزام فان آلن الإشعاعي.
انتقل برنامج إكسبلوررز إلى وكالة ناسا من الجيش الأمريكي بعد تأسيسها في عام 1958. استمرت وكالة ناسا في استخدام هذا الاسم في السلسلة المستمرة للمهمات الفضائية الصغيرة نسبيًا بهذا البرنامج، والتي عادةً ما كانت تضم قمرًا اصطناعيًا يركز على أحد الأهداف العلمية المعينة. كان إكسبلورر 6 بعام 1959 أول قمر اصطناعي علمي خاضع لإدارة هذا المشروع بمركز غودارد لرحلات الفضاء التابع لوكالة ناسا.
أُطلقت منصة المراقبة بين الكوكبية (IMP) في عام 1963، وكانت تضم شبكةً من أحد عشر قمرًا اصطناعيًا استكشافيًا صُمموا لجمع البيانات الخاصة بالإشعاع الفضائي لدعم برنامج أبوللو. كان برنامج منصة المراقبة بين الكوكبية خطوةً رئيسيةً إلى الأمام في تصميم إلكترونيات المركبات الفضائية، إذ إنه كان أول برنامج فضائي يستخدم رقاقات الدوائر الإلكترونية المتكاملة (IC) بالإضافة إلى ترازستور موسفت (MOSFET). كانت مركبة إكسبلورر 18 الفضائية (IMP A)، في عام 1963، أول مركبة فضائية تستخدم رقاقات الدوائر الإلكترونية المتكاملة، وكانت المركبة الفضائية إكسبلورر 33 (IMP D)، في عام 1966، أول مركبة تستخدم ترازستور موسفت.
أطلقت ناسا أكثر من 50 مهمةً ببرنامج إكسبلورر، على مدار العقدين التاليين آنذاك، وبعضها كانت بالاشتراك مع البرامج العسكرية، وعادةً ما كانت هذه المهمات ذات طبيعة استكشافية أو استقصائية، أو ذات أهداف معينة لا تستلزم قدرات المراصد الفضائية الكبرى. اكتشفت الأقمار الاصطناعية ببرنامج إكسبلورر العديد من الاكتشافات المهمة، وهي: الغلاف المغناطيسي للأرض وشكل حقل الجاذبية الخاص بها؛ والرياح الشمسية؛ وخصائص النيازك الدقيقة التي تهطل على الأرض؛ والأشعة فوق البنفسجية، والأشعة الكونية، وأشعة إكس الصادرة الصادرة من المجموعة الشمسية وما بعدها؛ وفيزياء الغلاف الأيوني للأرض؛ والانفجارات الشمسية؛ والجسيمات الشمسية النشطة عالية الطاقة؛ وفيزياء الغلاف الجوي للأرض. بحثت هذه المهمات أيضًا في كثافة الهواء، وعلم الفلك الراديوي، وعلم تقسيم الأرض، وعلم فلك أشعة غاما.